# Jon M. Chu
Jonathan Murray Chu (Palo Alto, 2 novembre 1979) è un regista, sceneggiatore, produttore cinematografico e coreografo statunitense.

## Biografia
È figlio dei proprietari di un famoso ristorante di Los Angeles, il Chef Chu. Suo padre, Lawrence Chu, è un famoso chef. Jon Chu è stato alunno della USC School of Cinema-Television, di cui è stato presidente del corpo studentesco. Qui ha vinto vari premi come il Grace Award e il Premio Dore Schary. È stato assunto dalla Sony Pictures per dirigere la loro funzione di Bye Bye Birdie. Successivamente la Sony Pictures ha nuovamente contatatto Chu per dirigere una versione aggiornata del film Il grande Gatsby.
Ha debuttato alla regia con When the Kids Are Away, è stato anche il regista di Step Up 2 - La strada per il successo e del film Step Up 3D. Nel 2011 dirige il film Justin Bieber: Never Say Never, mentre nel 2012 dirige G.I. Joe - La vendetta, sequel di G.I. Joe - La nascita dei Cobra. Proprio con G.I. Joe - La vendetta Jon Chu compie il grande salto in produzioni più importanti, dirigendo attori del calibro di Bruce Willis, Arnold Vosloo e Dwayne Johnson. Il 20 marzo 2014 il regista ha annunciato che porterà sullo schermo un altro adattamento cinematografico in live action tratto da una serie animata anni '80, Jem. Nel 2022 diventa regista dei film Wicked e Wicked: For Good, adattamenti cinematografici del musical Wicked.

## Filmografia

### Regista
- Silent Beats (2001) - cortometraggio
- When the Kids Are Away (2002) - cortometraggio
- Step Up 2 - La strada per il successo (Step Up 2: The Streets) (2008)
- Step Up 3D (2010)
- Justin Bieber: Never Say Never (2011) - documentario
- G.I. Joe - La vendetta (G.I. Joe: Retaliation) (2013)
- Justin Bieber's Believe (2013) - documentario
- Jem e le Holograms (Jem & the Holograms) (2015)
- Now You See Me 2 (2016)
- Crazy & Rich (Crazy Rich Asians) (2018)
- Sognando a New York - In the Heights (In the Heights) (2021)
- Wicked (2024)
- Wicked - Parte 2 (Wicked: For Good) (2025)

### Produttore
- Jem e le Holograms (Jem & the Holograms), regia di Jon M. Chu (2015)